# Star Trek: Beyond (soundtrack)
Star Trek: Beyond is de originele soundtrack, gecomponeerd door Michael Giacchino voor de film Star Trek: Beyond uit 2016 van Justin Lin. Het album werd in fysieke vorm uitgebracht op 29 juli 2016 door Varèse Sarabande.
De partituur werd uitgevoerd door het Hollywood Studio Symphony en Page LA Studio Voices en opgenomen in de Newman Scoring Stage in Century City, Los Angeles op 24 mei tot 8 juni 2016. Het werd georkestreerd en gedirigeerd door Tim Simonec. De muziek werd opgenomen door geluidstechnicus Tim Lauber en gemixt door geluidstechnicus Joel Iwataki.
De single "Sledgehammer" van de Barbadiaanse zangeres Rihanna wordt afgespeeld tijdens de aftiteling van de film, maar staat niet op de soundtrack van de film.
Op 12 december 2016 bracht Varèse Sarabande een uitgebreid album uit met een beperkte oplage van 5000 exemplaren van de filmmuziek, getiteld Star Trek: Beyond – The Deluxe Edition. Het album bevat 2 cd's.

## Tracklijst
Alle muziek is geschreven door Michael Giacchino, tenzij anders aangegeven.

| 1.                 | Logo and Prosper                                                          | 1:47 |
| 2.                 | Thank Your Lucky Star Date                                                | 2:15 |
| 3.                 | Night on the Yorktown                                                     | 5:36 |
| 4.                 | The Dance of the Nebula                                                   | 2:22 |
| 5.                 | A Swarm Reception                                                         | 2:30 |
| 6.                 | Hitting the Saucer a Little Hard                                          | 6:10 |
| 7.                 | Jaylah Damage                                                             | 2:50 |
| 8.                 | In Artifacts as in Life                                                   | 1:51 |
| 9.                 | Franklin, My Dear                                                         | 2:50 |
| 10.                | A Lesson in Vulcan Mineralogy                                             | 5:17 |
| 11.                | MotorCycles of Relief                                                     | 3:17 |
| 12.                | Mocking Jaylah                                                            | 3:26 |
| 13.                | Crash Decisions                                                           | 3:16 |
| 14.                | Krall-y Krall-y Oxen Free                                                 | 4:23 |
| 15.                | Shutdown Happens                                                          | 4:35 |
| 16.                | Cater-Krall in Zero G                                                     | 2:17 |
| 17.                | Par-tay for the Course                                                    | 2:46 |
| 18.                | Star Trek Main Theme (bevat "Theme from Star Trek" van Alexander Courage) | 3:45 |
| Totale duur: 61:13 |                                                                           |      |

### Uitgebreide uitgave (The Deluxe Edition – Varèse Sarabande, 2016)
Albumtracks van de originele cd zijn vetgedrukt in de volgende tracklijst, hoewel de lengtes van sommige tracks van de originele cd kunnen verschillen.

| 1.                 | Logo and Prosper                 | 1:47 |
| 2.                 | Trick or Treaty                  | 0:45 |
| 3.                 | We Come in Pieces                | 1:17 |
| 4.                 | Thank Your Lucky Star Date       | 2:14 |
| 5.                 | Night on the Yorktown            | 5:36 |
| 6.                 | To Thine Own Death Be True       | 3:32 |
| 7.                 | We Make a Good Team              | 0:22 |
| 8.                 | The Dance of the Nebula          | 2:22 |
| 9.                 | A Swarm Reception                | 2:30 |
| 10.                | Krall Hell Breaks Loose          | 3:04 |
| 11.                | The Evacuation Variations        | 2:47 |
| 12.                | Hitting the Saucer a Little Hard | 6:10 |
| 13.                | Scotland's Worst Cliffhanger     | 0:23 |
| 14.                | A Hive and Kicking               | 3:30 |
| 15.                | Port of Krall                    | 0:52 |
| 16.                | Jaylah Damage                    | 2:50 |
| 17.                | No Enterprise for Guessing       | 0:37 |
| 18.                | In Artifacts as in Life          | 1:51 |
| 19.                | She's One Hell of a Dish         | 1:26 |
| 20.                | Make No Escape About It          | 2:04 |
| 21.                | Eat My Thrusters                 | 3:56 |
| 22.                | The Krall of the Wild            | 2:10 |
| 23.                | Spock's Vulcan Grip on Death     | 1:31 |
| 24.                | Captain on Ice                   | 0:42 |
| Totale duur: 54:18 |                                  |      |

| 1.                 | Franklin, My Dear                                                         | 2:50 |
| 2.                 | Transporting Good Time                                                    | 3:43 |
| 3.                 | Krall Work and No Play                                                    | 0:37 |
| 4.                 | A Lesson in Vulcan Mineralogy                                             | 5:17 |
| 5.                 | The Cost of Abronath                                                      | 2:35 |
| 6.                 | MotorCycles of Relief                                                     | 3:18 |
| 7.                 | Mocking Jaylah                                                            | 3:27 |
| 8.                 | Jaylah House Rock                                                         | 3:18 |
| 9.                 | Bright Lights Big Velocity (Part 1)                                       | 0:57 |
| 10.                | Bright Lights Big Velocity (Part 2)                                       | 2:59 |
| 11.                | Spock Speaks Hive                                                         | 3:10 |
| 12.                | Crash Decisions                                                           | 3:16 |
| 13.                | Krall-y Krall-y Oxen Free                                                 | 4:23 |
| 14.                | Shutdown Happens                                                          | 4:35 |
| 15.                | The Root of Krall Evil                                                    | 1:31 |
| 16.                | Cater-Krall in Zero G                                                     | 2:17 |
| 17.                | The Dreaded Rear Admiral                                                  | 2:02 |
| 18.                | Par-tay for the Course                                                    | 2:46 |
| 19.                | Space, the Final Frontier / Main on Ends                                  | 2:42 |
| 20.                | Jaylah's Theme                                                            | 2:36 |
| 21.                | Yorktown Theme                                                            | 4:32 |
| 22.                | Star Trek Main Theme (bevat "Theme from Star Trek" van Alexander Courage) | 3:44 |
| 23.                | Krall Things Being Equal                                                  | 4:25 |
| Totale duur: 71:00 |                                                                           |      |